# 加藤渉 (声優)
加藤 渉（かとう わたる、7月17日 - ）は、日本の男性声優。東京都出身。アイムエンタープライズ所属。

## 略歴
小学生の頃、歴史が好きで『戦国無双』や『三國無双』などのアクションゲームが好きになりよく遊んでいた。当時、絵を描くことも好きだったため、それらの作品のイラスト集を買っていた。その時に巻末に掲載されていたキャラクターを演じていた声優のコメントで職業としての声優を知った。
小学校時代の道徳の教科書に漫画『キャプテン』が掲載されており、教師が「誰に音読してもらったらいいと思いますか？」と聞いていた。その時にクラスの全員が加藤がいいと言ってくれたことがきっかけで声優を目指した。その時、初めて「恥ずかしいけど、自分の声は目立つんだ」と意識して、1人でこっそりアニメの声真似をしたり、漫画を音読したり、声優の仕事に興味を持ち始めた。
中学時代に声優になりたく、親に黙って声優養成所の体験レッスンを受けたが、「優秀者に選ばれなかったし、自分は声優に向いていないし、なれないだろうな」と思ってしまい、一度、声優になる夢を断念。それで、高校時代に、忙しい部活に所属しないとこのまま貴重な学生生活を無駄にしてしまう気がしていたため、運動が苦手だった加藤は演劇部に所属。その時に芝居に興味を持つようになった。高校1年生の時に今後の話を親に相談していたところ親から「やりたいことをやってみたら？」と言われて、声優になりたかったことを思い出し、「養成所に行きたい」と親にお願いしていた。その後、高校2年生の4月に日本ナレーション演技研究所に入所したという。
2015年度よりアイムエンタープライズに所属。
2023年4月、テレビアニメ「勇者が死んだ!」のトウカ・スコット役が初主役に選ばれ、同ラジオ番組のMCも初めてとなる。

## 出演
太字はメインキャラクター。

### テレビアニメ
2016年
- ステラのまほう（生徒、売り子）
- ろんぐらいだぁす!（客）

2017年
- いつだって僕らの恋は10センチだった。（生徒）

2018年
- まめねこ（メガネ、客〈男〉、カラス）
- キリングバイツ（学生）
- 奴隷区 The Animation（生徒）

2019年
- えんどろ〜!（村人）
- ポチっと発明 ピカちんキット（カップル男）
- RobiHachi（チム）
- ぼくたちは勉強ができない（客C）
- あんさんぶるスターズ!（男子生徒）
- 通常攻撃が全体攻撃で二回攻撃のお母さんは好きですか?（モンスター）
- 女子高生の無駄づかい（男）
- トライナイツ（ラグビー部員、男子学生）
- スタミュ（生徒）
- 警視庁 特務部 特殊凶悪犯対策室 第七課 -トクナナ-（桃太郎強盗）
- あひるの空（2019年 - 2020年、選手、中学生部員）
- ソードアート・オンライン アリシゼーション War of Underworld（村の若者）
- ハイスコアガールII（ゲーマー1）

2020年
- ID:INVADED イド:インヴェイデッド（国府司郎）
- ブレーカーズ（智）
- A3!（生徒）
- ひぐらしのなく頃に業（2020年 - 2021年、男性客、ダビンチの客） - 2シリーズ
- アサルトリリィ BOUQUET（委員）

2021年
- 2.43 清陰高校男子バレー部（紋代中部員）
- 86-エイティシックス-（男性）
- 戦闘員、派遣します!（戦闘員A）
- 境界戦機（アジア軍兵士）

2022年
- かぐや様は告らせたい-ウルトラロマンティック-（チャラ男）
- アオアシ（朝利マーチス淳）
- ヒーラー・ガール（観客達）
- 処刑少女の生きる道（市民）
- 勇者、辞めます（魔族B）
- 魔入りました!入間くん（2022年 - 2023年、コスモ、仲魔）

2023年
- あやかしトライアングル（男子）
- カードファイト!! ヴァンガード will+Dress（ユニフォーマーズ、観客） - 2シリーズ
- イジらないで、長瀞さん 2nd Attack（男子B）
- 勇者が死んだ!（トウカ・スコット）
- 機動戦士ガンダム 水星の魔女（パイロットの生徒）
- カワイスギクライシス（モコロ）
- おかしな転生（スクヮーレ＝ミル＝カドレチェク）
- シュガーアップル・フェアリーテイル（妖精）
- ライアー・ライアー（森羅B）
- 君のことが大大大大大好きな100人の彼女（2023年 - 2025年、愛城恋太郎、カマクル） - 2シリーズ
- オーバーテイク!（ファンの人）
- ティアムーン帝国物語〜断頭台から始まる、姫の転生逆転ストーリー〜（ランベール）

2024年
- シャングリラ・フロンティア（天ぷら騎士団A）
- ダンジョン飯（カブルー）
- ドッグシグナル（佐村早来）
- WIND BREAKER
- 夜桜さんちの大作戦（太陽の友人C、太陽の同級生）
- 怪獣8号（2024年 - 2025年、市川レノ） - 2シリーズ
- おじゃる丸（王子さま）
- 黒執事 -寄宿学校編-（コワード、生徒）
- ワンルーム、日当たり普通、天使つき。（男性客）
- ハズレ枠の【状態異常スキル】で最強になった俺がすべてを蹂躙するまで（門崎新、灯河の叔父、担当者、アシント兵、人面種）
- 魔王軍最強の魔術師は人間だった（白薔薇騎士団兵A）
- ダンジョンの中のひと（フェン）
- 新米オッサン冒険者、最強パーティに死ぬほど鍛えられて無敵になる。（魔法使い、グリッド）
- この世界は不完全すぎる（戦士）
- 転生貴族、鑑定スキルで成り上がる（シン・セイマーロ）
- ぷにるはかわいいスライム（生徒）
- 妖怪学校の先生はじめました!（2024年 - 2025年、烏丸梵丸）

2025年
- アオのハコ
- ババンババンバンバンパイア（同級生）
- 謎解きはディナーのあとで（児玉悟朗）
- ボールパークでつかまえて!（八木野）
- 最後にひとつだけお願いしてもよろしいでしょうか（ジュリアス ・フォン・パリスタン）

### 劇場アニメ
- 海辺のエトランゼ（2020年、男性客）
- どうにかなる日々（2020年）
- 映画 さよなら私のクラマー ファーストタッチ（2021年、岸）
- アイの歌声を聴かせて（2021年、男子生徒）
- 劇場版 転生したらスライムだった件 紅蓮の絆編（2022年、将軍C）

### OVA
- フルーツバスケット -prelude-（2022年、生徒）

### Webアニメ
- モンソニ! ダルタニャンのアイドル宣言（2017年、観客）
- LUPIN ZERO（2022年、男子B）

### ゲーム
- デスティニーオブクラウン（2017年）[35]
- バルディリア戦記（2017年、ジェレミ[36]）
- マルチポイント×コネクション〜稜風学園購買部〜（2018年、塚原瀬利央[37]）
- ルチアーノ同盟（2019年、スリー[38]）
- 徒花異譚（2020年、黒筆[39]）
- 東京ディバンカー（2024年、草薙伯玖）
- モンスターストライク（2024年、市川レノ[40]）
- ブルーロック Project:World Champion（2024年、清羅刃[41]）

### デジタルコミック
- すべての人類を破壊する。それらは再生できない。（2019年、常連客 他[42]）
- 溺愛ロワイヤル（2020年、月島澪[43]）
- 忍SS（2021年、黒岩影幸[44]）
- 夜雨白露は殺せない（2022年、夜雨白露[45]）
- 銭湯とヴァンパイア（2022年、天満月さくら[46]）
- キミガシネ（2022年、田綱丈[47]）
- 悪役令嬢の追放後! 教会改革ごはんで悠々シスター暮らし（2022年、クリストハルト[48]）
- レイルウェイ／ゲイトウェイ（2022年、渡会秀[49]）
- コンクリートと花（2022年、但尾依[50]）
- カノジョに浮気されていた俺が、小悪魔な後輩に懐かれています（2022年、羽瀬川悠太[51]）
- 死神らーめん（2023年、落合[52]）
- 婚約破棄のその先に ～捨てられ令嬢、王子様に溺愛（演技）される～（2023年、シリウス[53]）
- 義妹に婚約者を奪われた落ちこぼれ令嬢は、天才魔術師に溺愛される（2024年、ヴィンセント[54]）

### ドラマCD
- 愛の本能に従え!（2020年、新入生[55]）
- 響け！ユーフォニアム 5th Anniversary Disc 〜きらめきパッセージ〜（2021年、吹奏楽部員[56]）

### オーディオドラマ
- ふたりべや（2019年 - 2020年、ミズキ） - 第7・8巻メロンブックス限定版特典

### ラジオ
※はインターネット配信。
- 月刊 新・男前通信7月号～月刊 加藤渉（2022年、文化放送モバイルplus※[57]）
- 加藤渉・土岐隼一の勇者亡きラジオ（2023年、音泉※・YouTube※）

## ディスコグラフィ

### キャラクターソング
| 発売日         | 商品名                | 歌                   | 楽曲                      | 備考                                                        |
| -------------- | --------------------- | -------------------- | ------------------------- | ----------------------------------------------------------- |
| 2023年12月27日 | 大大大大大好きな君へ♡ | 愛城恋太郎（加藤渉） | 「大大大大大好きな君へ♡」 | テレビアニメ『君のことが大大大大大好きな100人の彼女』関連曲 |

### シリーズ一覧
1. ↑  『業』（2020年）、続編『卒』（2021年）
2. ↑  Season2（2023年）、Season3（2023年）
3. ↑  第1期（2023年）、第2期（2025年）
4. ↑  第1期（2024年）、第2期（2025年）